# Túmulo de Harding

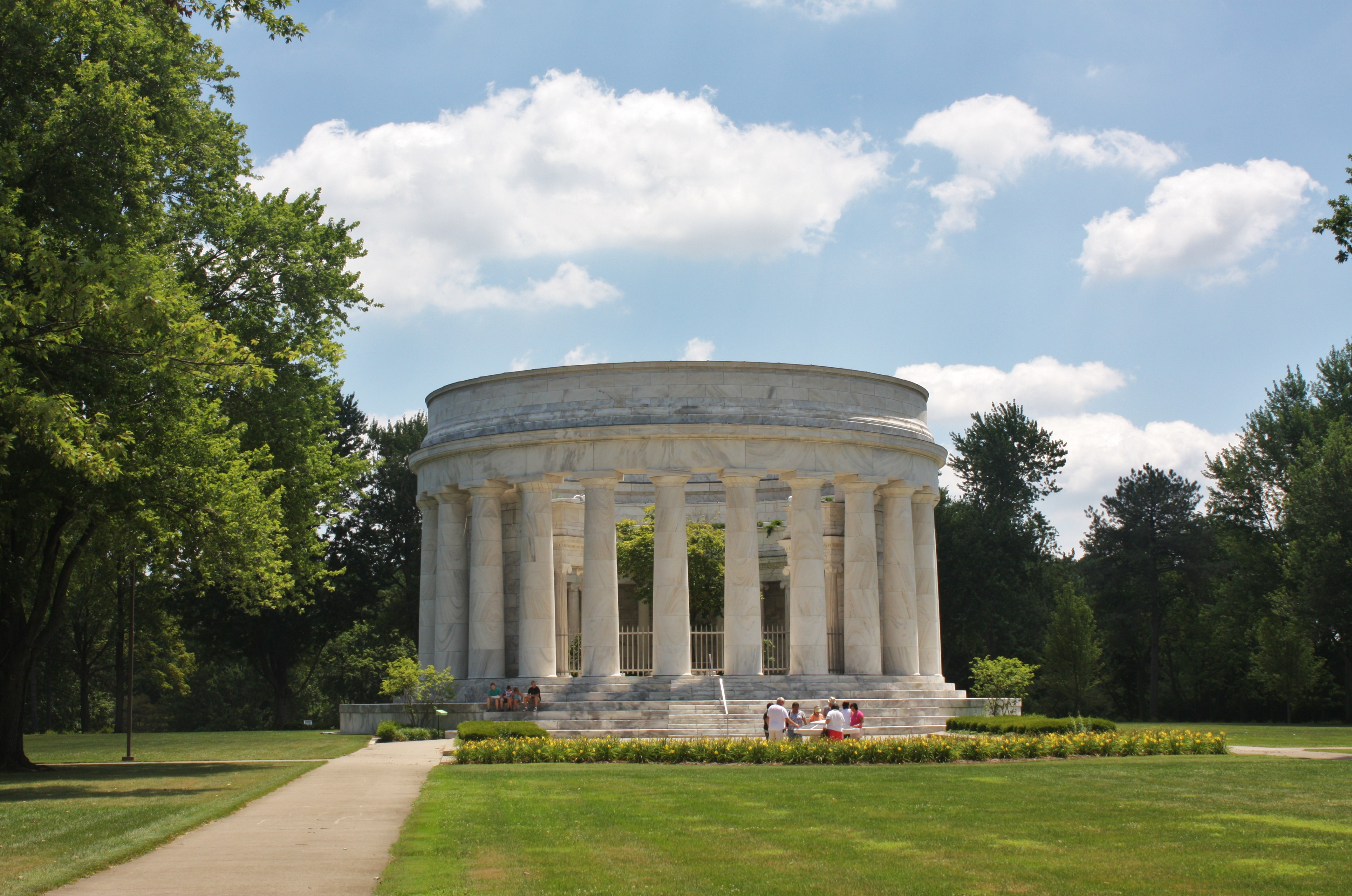

O túmulo de Harding é o local do enterro do 29º presidente dos Estados Unidos, Warren G. Harding e da primeira-dama Florence Harding. Está localizado em Marion, Ohio. Também conhecido como Memorial Harding, foi o último dos túmulos presidenciais elaborados.

## Construção
Logo após a morte de Harding, durante o exercício do mandato presidencial, a Harding Memorial Association formou-se para arrecadar dinheiro para um memorial em homenagem ao falecido presidente. A associação finalmente recebeu US$ 978.000 em doações de mais de um milhão de pessoas em todo o país, bem como contribuições de várias nações europeias. Entre a lista de colaboradores dos Estados Unidos, havia cerca de 200.000 crianças em idade escolar, que doaram centavos para o memorial. O túmulo está localizado em Marion, Ohio, no canto sudeste do Vernon Heights Boulevard e na Delaware Avenue, ao sul do Marion Cemetery.

## Arquitetura
A construção começou em 1926 e terminou no inverno de 1927. Foi projetada no estilo de um templo grego circular com colunas de mármore de ordem dórica. As colunas são construídas em mármore branco da Geórgia e medem 28 pés (8,5 m) de altura e 5 pés (1,5 m) de diâmetro na base. Desenhada por Henry Hornbostel, Eric Fisher Wood e Edward Mellon, vencedores de uma competição nacional de design de 1925, a estrutura tem 31 pés de diâmetro e 16 m de altura.
A estrutura é não possui teto (peribolus), no estilo de alguns templos gregos, nos quais o centro (Hypaethros) estava aberto para o céu e sem cobertura (medium autem sub diva est sine tecto). O projeto aberto respeita os desejos dos Hardings de que eles fossem enterrados do lado de fora e é coberto de hera e outras plantações.

## Sepultamentos

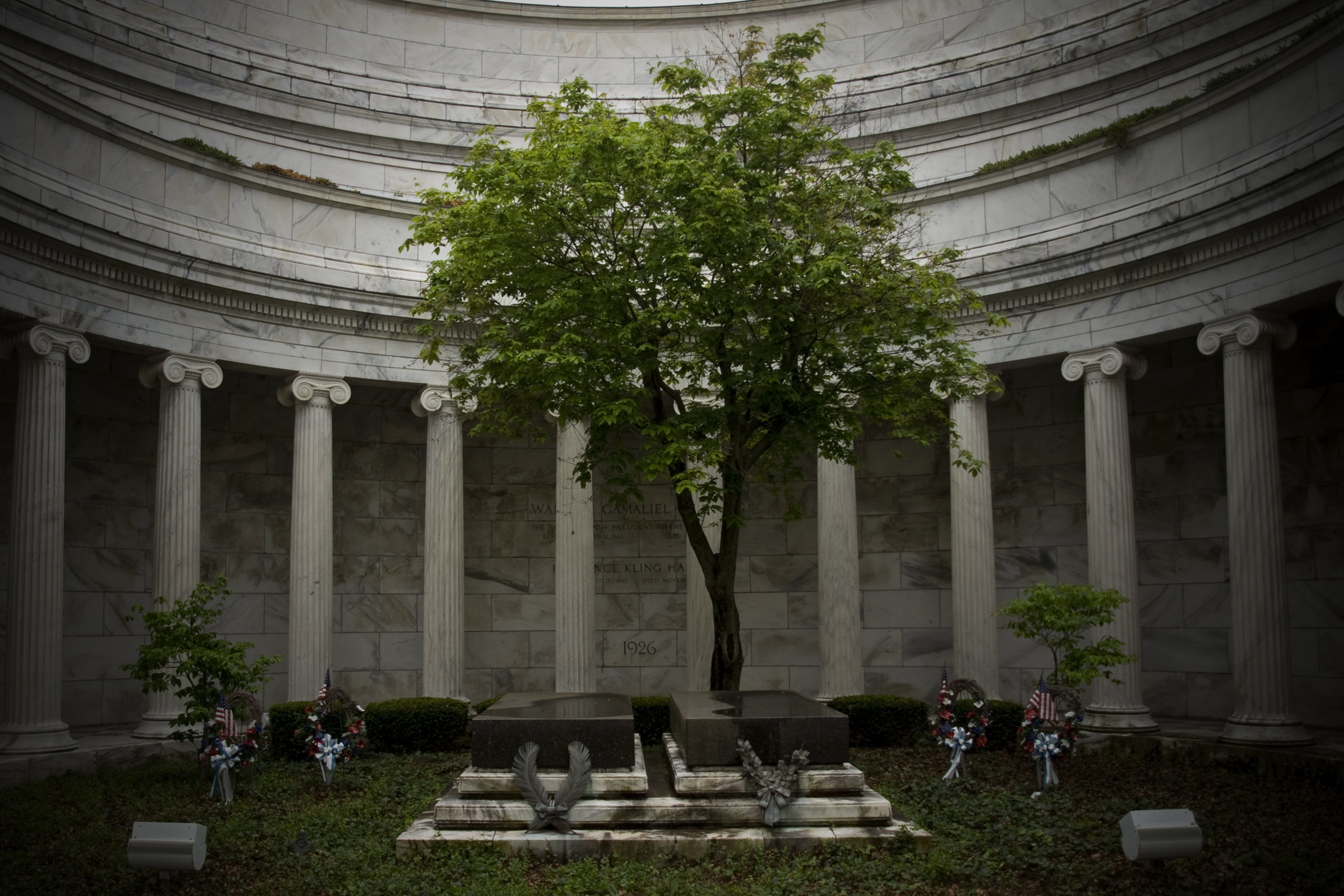
Túmulo dos Harding

Quando morreram, os corpos dos Hardings foram sepultados no cemitério de Marion. Com a conclusão do Memorial de Harding em 1927, os corpos foram reintegrados no sarcófago do Memorial e selado. Como a reputação de Harding foi prejudicada por controvérsias pessoais e escândalos presidenciais, o Memorial Harding não foi oficialmente dedicado até 1931, durante a presidência de Herbert Hoover.